# 香港人口老化
香港人口政策督導委員會在2013年10月24日發表諮詢文件，指出香港人口老化的速度較預期為快。不出數年，香港的勞動力會開始持續下跌。

## 統計
- 根據《二零一三年第三季經濟報告》內的專題文章[1]，引述政府統計處最新的推算顯示，本港人口會在未來二十至三十年內持續上升，由現時的720萬增至2041年的850萬，惟增長步伐會逐步放緩。人口結構會出現遽變：不出30年，65歲及以上長者數目會由現時的100萬，激增至2041年的260萬；屆時，年齡中位數也會由現時的43歲升至52歲。
- 根據2001年及2011年人口普查，以及2006年中期人口統計的結果[2]顯示，在2001年只有38.7%的長者在75歲或以上，至2006年已升至44.9%，2011年更超過半數。

| 年齡組別 | 2001   | 2001   | 2006   | 2006   | 2011   | 2011   | 2016    | 2016   | 2021    | 2021   |
| -------- | ------ | ------ | ------ | ------ | ------ | ------ | ------- | ------ | ------- | ------ |
| 年齡組別 | 數目   | 百分比 | 數目   | 百分比 | 數目   | 百分比 | 數目    | 百分比 | 數目    | 百分比 |
| 65 - 69  | 249011 | 33.3%  | 240822 | 28.2%  | 234300 | 24.9%  | 395703  | 34.0%  | 492235  | 33.9%  |
| 70 - 74  | 209243 | 28.0%  | 229053 | 26.9%  | 230440 | 24.5%  | 220827  | 19.0%  | 370751  | 25.5%  |
| 75 - 79  | 142736 | 19.1%  | 178773 | 21.0%  | 205151 | 21.8%  | 206374  | 17.7%  | 197142  | 13.6%  |
| 80 - 84  | 84335  | 11.3%  | 112786 | 13.2%  | 146082 | 15.5%  | 166968  | 14.4%  | 165176  | 11.4%  |
| 85+      | 61727  | 8.3%   | 91362  | 10.7%  | 125339 | 13.3%  | 173281  | 14.9%  | 226210  | 15.6%  |
| 總計     | 747052 | 100.0% | 852796 | 100.0% | 941312 | 100.0% | 1163153 | 100.0% | 1451514 | 100%   |

## 香港安老院問題
- 隨著香港人口老化，安老院需求漸增，亦引伸出香港安老院問題。

## 各界立場
- 公民黨：
  - 楊岳橋於2018年6月在立法會發言，指香港政府應正視香港本地面對的安老問題，因院舍及居家安老支援服務仍然嚴重不足。[3]
  - 郭家麒於2018年6月在立法會發言，批評跨境安老的做法是「眼不見為淨」，不解決本地安老問題，卻將本地長者踢回內地，逼他們走投無路。[3]
- 工黨：
  - 張超雄於2018年6月在立法會發言，批評政府在處理香港安老問題時，只靠「請外勞」、「送走老人家」解決，反而漠視監管香港的院舍市場，促請香港政府重視香港安老院問題。[3]

## 相關
- 老年
- 人口金字塔

## 外部連結
- 香港人口政策 （页面存档备份，存于）
- 香港人口老化問題
- 香港的人口老化問題
- 立法會研究簡報 - 人口老化 未雨綢繆 （页面存档备份，存于）